# Ensayo Lugeon

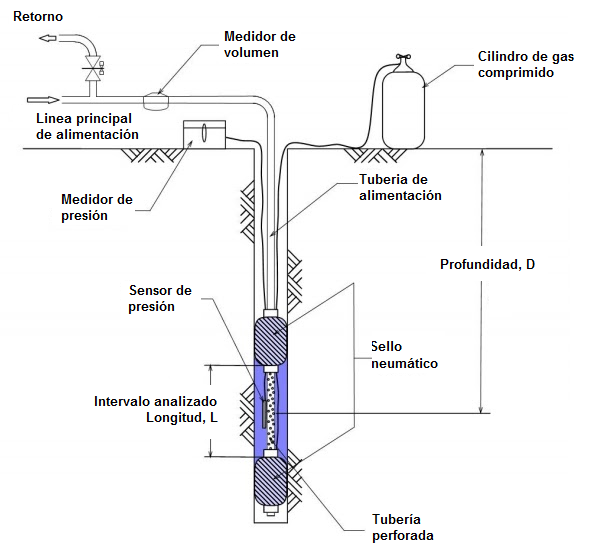

La prueba Lugeon, o ensayo Lugeon, es un ensayo que se hace en el campo para estimar la permeabilidad del suelo. Se aplica principalmente en rocas fracturadas. Consiste en medir el volumen del agua "{\displaystyle V}" que se consigue inyectar en el suelo durante un tiempo determinado "{\displaystyle t}", en otras palabras se mide el caudal {\displaystyle Q=V/t}, en un tramo de una longitud determinada "{\displaystyle L}", a una presión constante {\displaystyle H_{t}}.
En una perforación impermeabilizada hasta una cierta profundidad, a partir de esta se perfora la cámara a ensayar, luego se fija un obturador neumático o hidráulico en la parte superior de este tramo se inyecta agua a presión con una bomba. En la boca del pozo se controla la presión con un manómetro. Un contador de agua y una válvula de descarga, permiten medir los caudales inyectados a una presión dada mantenida constante.
Las mediciones se efectúan en 5 niveles de presión, en los cuales el agua es inyectada. Antes de empezar, se define la presión máxima que va a ser utilizada, esta no debe exceder la presión de confinamiento esperada de la profundidad de la perforación; sobre esta presión máxima se trabaja durante el ensayo para no generar fracturas en la roca a causa de la presión generada por el agua.
La presión máxima está relacionada con el objetivo de la prueba, por ejemplo para evaluar las pérdidas por infiltración en un embalse a ser creado.
Para cada nivel de presión, el ensayo consiste en bombear la cantidad de agua que sea necesaria para mantener constante la presión en la zona de ensayo. Esta presión es incrementada en cada nivel subsecuente, hasta llegar a la presión máxima ya establecida. Una vez ésta es alcanzada, la presión del agua debe ser reducida pasando por las mismas presiones de los estados anteriores.
Los cinco estados son :
| Estado 1  | Estado 2  | Estado 3 | Estado 4  | Estado 5  |
| Bajo      | Medio     | Máximo   | Medio     | Bajo      |
| 0.50*PMAX | 0.75*PMAX | PMAX     | 0.75*PMAX | 0.50*PMAX |

Siendo PMAX la presión máxima definida a la cual el agua debe ser inyectada.
La permeabilidad se determina con la fórmula: 
{\displaystyle \ k={\frac {Q}{2*\pi *L*H_{t}}}*log_{e}({\frac {L}{r}})}
Donde: {\displaystyle r=} radio de la perforación de prueba
Habitualmente la permeabilidad se mide en "Lugeones", unidad así denominada en homenaje al geólogo Maurice Lugeon.
1 Lugeon = permeabilidad que absorbe un caudal de 1 litro por minuto, por cada metro de sondeo permeable inyectado a presión constante de 1 MPa, con un tiempo de 10 minutos.